# Catch a Fire
Catch a Fire är ett musikalbum av den jamaicanska reggaegruppen The Wailers – (Bob Marley (sång, rhythm guitar), Peter Tosh (sång, gitarr), Bunny Wailer (sång, bongas, congas, Aston Barrett (basgitarr), Carlton Barrett (trummor), Marcia Griffiths (kör) och Rita Marley (kör), utgivet i april 1973 på skivbolaget Island Records. Catch a Fire var den första reggae-LP:n med internationell spridning där en fast grupp av sångare och musiker svarade för alla låtar, precis som Rolling Stones eller någon annan vit rockgrupp.
Marley, Tosh och Livingston hade också samarbetat mellan augusti 1970 och april 1971 med Lee "Scratch" Perry – en av reggaens stora innovatörer och skapare av det framgångsrika sound som präglar reggaeklassiker från andra hälften av 1970-talet. The Wailers spelade in en stor mängd låtar under detta dryga halvår med den uppsättning av studiobandet The Upsetters som Perry hade anställt (bröderna Barrett, Alva Lewis, Glen Adams), och Perry gjorde dessutom ett antal kreativa instrumentalversioner av låtarna –de första experimenten med den musik som skulle komma att utvecklas till reggae dub. När Perry producerade The Wailers hade han ännu inte börjat bygga sin berömda studio The Black Ark, utan hyrde in sig på de bättre inspelningsstudior som fanns i Kingston. Många av låtarna var i mono och ibland hörs störande trafik från gatan utanför på upptagningarna. Samarbetet resulterade i LP-albumen Soul Rebels och Soul Revolution part II, som knappt uppmärksammades alls.
När The Wailers fick en förskottsbetalning av Island Records för att leva på under inspelningen av ett album – Catch a Fire – fick de tre sångarna, som började närma sig 30-årsåldern, äntligen tillgång till all den teknik som ett modernt skivbolag kunde erbjuda.

## Historik
Innan Catch a Fire släpptes var egentligen körtjejen Marcia Griffiths den största stjärnan, med både en solokarriär och en rad internationella listframgångar ("Young, Gifted And Black", "Pied Piper") som den ena halvan av duon Bob (Andy) & Marcia. Catch a Fire sålde till en början inte särskilt bra, men skivan gjorde ändå The Wailers kända över världen. En orsak var att The Wailers fick framträda i brittisk TV i BBC2:s The Old Grey Whistle Test med Bob Harris som värd och programledare.,
Bob Marley var gruppens huvudsakliga låtskrivare och framförde följaktligen de flesta låtarna. Samtidigt spelade dock Peter Tosh in singlar vid sidan av på andra skivbolag – låtar som till exempel "Mark Of The Beast", "It My Sound Silly", "Burial" och "Downpresser" (som några år senare blev "Downpresser Man", samt reggaeversioner av "Maga Dog" och "Here Comes The Sun" (en av Tosh' få renodlade kärlekslåtar), som om de skulle ha funnits med på albumet i stället för småtråkiga "Stop The Train" och "400 Years" skulle ha gjort Catch a Fire till det odiskutabelt bästa reggaealbumet genom tiderna. Under de konserter som bandet genomförde hemma på Jamaica sjöng Bunny Livingston Wailer ofta den av Marley skrivna låten "Soul Rebel" – och även denna skulle ha kunnat finnas med på albumet. Allmänt brukar albumet ändå ses som ett av de bästa reggae-album som gjorts samt som Bob Marleys internationella genombrott. Recensenten Vik Yengar skrev:
| ” | More than anything else, however, this marks the emergence of Bob Marley and the international debut of reggae music. Marley would continue to achieve great critical and commercial success during the 1970s, but Catch a Fire is one of the finest reggae albums ever. This album is essential for any music collection. | „ |
| – | |   |

Efter en misslyckad turné i Storbritannien år 1972 som förband till den amerikanske sångaren Johnny Nash, som i slutet av 1960-talet upptäckt de då nya jamaicanska musikstilarna rocksteady och reggae och haft viss framgångar i USA, övergav Nash och hans folk The Wailers i London. Den engelska publiken ville inte höra The Wailers spela reggaelåtar med amerikansk stuk som exempelvis "Reggae On Broadway" och Chances Are, och The Wailers gillade inte dem heller. The Wailers var strandsatta i USA och hade inte ens pengar till en flygresa hem till Jamaica. En desperat Marley sökte då upp Island Records ägare Chris Blackwell på dennes kontor i London i slutet av 1972. 
Reggaedubpoeten Linton Kwesi Johnson har skrivit om Catch a Fire:
| ” | A whole new style of Jamaican music has come into being. It has a different character, a different sound (...) what I can only describe as International Reggae. It incorporates elements from popular music internationally: rock and soul, blues and funk. These elements facilitated a breakthrough on the International market. | „ |
| – | |   |

Albumet satte framförallt texterna i fokus. Producenten och finansiären Chris Blackwell hade bett dem göra ett "svart rockalbum", men det är okänt vilka övriga förhållningsorder Marley fick när han mottog £4.000 av Chris Blackwell i förhand. Efter ska-åren hade Marley bl.a. haft ambitioner att bli en soul-sångare och samarbetat med Johnny Nash om detta, men dessa försök ledde fram till någon slags korsning mellan amerikansk soul och jamaicansk rocksteady och får betecknas som ett stort fiasko, liksom Nash svenska filmprojekt 1971 där Marley skulle skriva låtarna precis som Marleys och Nash försök 1972 att lansera reggae i USA. 
Det var efter en misslyckad turné i Storbritannien med låtar som "Reggae On Broadway" som en desperat Marley hade sökt upp Chris Blackwell på dennes kontor i London i slutet av 1972. Marley, Tosh och Livingston hade också samarbetat ett drygt halvår med Lee "Scratch" Perry – reggaens demonproducent – åren före denne byggde sin berömda studio The Black Ark, och det var då många av låtarna kom till även om de presenterades på ett helt annat sätt på Catch a Fire. Albumet spelades in på en månad i Jamaica 1972, och därefter lade Island på gitarrsolon och vissa andra instrument i Storbritannien 1973. De flesta texter på albumet är politiskt färgade (exempelvis "Concrete Jungle" och "Slave Driver"), men religiöst färgade ord som rastafari, Selassie eller dread nämns inte i någon text, trots att de tre sångarna i The Wailers var skolade rastafarier sedan flera år tillbaka. På Catch a Fire finns också en av Marleys mest kända kärlekssånger, "Stir It Up", med. Denna hade Marley ursprungligen skrivit till Johnny Nash, men det är Wailers version med en mer utvecklad basgång och den karaktäristiskt klippande reggaegitarren som gått till musikhistorien. Bandet hann spela in ett LP-album till för Island Records detta år 1973 – Burnin' – och där finns en renodlat rastafariansk låt med ("Rastaman Chant).
Catch a Fire nådde som bäst plats #171 på Billboardlistan i USA. Bandet bestod av Bob Marley och Peter Tosh (sång, harmonier och gitarr), Bunny Livingston (harmonier och perkussion), Aston Barrett (bas), Carlton Barrett (trummor).
LP-omslaget, ett konvolut utformat son en cigarrettändare, är numera ett samlingsobjekt eftersom den ursprungliga upplagan var liten. Alla senare upplagor är utformade som vanliga album med Marleys ansikte på framsidan. 

## Kuriosa
1999 gjordes en dokumentär om inspelningen av albumet i serien Classic Albums.

## Låtlista
Alla låtar är skrivna av Bob Marley, om inget att angives.
1. "Concrete Jungle" - 4:13
2. "Slave Driver" - 2:53
3. "400 Years" (Bob Marley, Peter Tosh) - 2:45
4. "Stop the Train" (Peter Tosh) - 3:55
5. "Baby We've Got a Date" - 3:57
6. "Stir It Up" - 5:32
7. "Kinky Reggae" - 3:37
8. "No More Trouble" - 3:57
9. "Midnight Ravers" - 5:10

CD-utgåvan har även två bonuslåtar, "High Tide or Low Tide" och "All Day All Night".